# Colacho Hermanos o presidentes de América
Colacho Hermanos o presidentes de América es una sátira teatral escrita por el escritor peruano César Vallejo hacia 1934 y que fue publicada de manera póstuma. A decir de los críticos, es la pieza teatral más lograda del autor.

## Publicación
Según testimonio de Georgette Vallejo, viuda de César Vallejo, éste escribió la obra en 1934, pero no pudo publicarla entonces, pues sucesivamente los editores la rechazaron.
Tiempo después de la muerte de Vallejo, se publicó parte de la obra (el segundo cuadro) dentro del Homenaje Internacional a César Vallejo de 1969.
Y diez años más tarde, por fin se dio a la luz la obra completa, incluida dentro de la recopilación César Vallejo. Teatro completo (en dos tomos), editado por Enrique Ballón Aguirre y con la revisión y comentarios de la misma Georgette Vallejo (Lima, Fondo Editorial de la PUCP, 1979). Colección ésta que reúne además otras tres piezas teatrales del autor: Entre las dos orillas corre el río, Lock-out y La piedra cansada.
En 1992, una versión más completa y acabada de la obra fue editada por Ricardo González Vigil en las Obras Completas de Vallejo, tomo XI: Colacho hermanos. Esbozos teatrales. (Lima, Editora Perú, 1992).

## Versiones
De esta pieza existen tres versiones:
- La versión escrita en castellano, conservada por Georgette Vallejo, quien la entregó a la Universidad Católica de Lima para su publicación dentro de la ya mencionada recopilación de 1979.
- La versión francesa, cuyos originales se conservan en la Biblioteca de la Universidad Católica de Lima.
- La versión en castellano, conservada en la Biblioteca Nacional del Perú, que es la más acabada y que por primera vez fue editada íntegramente por Ricardo González Vigil en 1992.

Además, existe la variante del último acto de la versión francesa, y un esbozo de guion cinematográfico con la misma temática, en castellano, y con el título de «Presidentes de América».

## Contexto
La obra se inspira en la sociedad peruana, que, efectivamente, pasaba en ese momento por graves problemas de índole política, social y económica. La crisis de 1930 había ocasionado el colapso del gobierno del presidente Augusto B. Leguía y en un breve periodo se habían sucedido en el poder varios gobernantes, entre militares y civiles. La figura pintoresca de Luis Sánchez Cerro, como la de otros tantos advenedizos que se sucedieron en el poder, fue sin duda la fuente de inspiración del autor. El poeta, por ese entonces, había estado muy interesado por las noticias del Perú y escribió una serie de artículos con el título de «¿Qué pasa en el Perú?», que se publicaron en francés en la revista Germinal en cuatro entregas, en junio de 1933. Asimismo, el escritor se basó, en parte, del argumento de su novela proletaria El tungsteno. Es decir, la idea de componer Colacho hermanos, venía ya siendo alimentada desde mucho antes de que empezara a escribirla.

## Argumento
Los hermanos Cordel y Acidal Colacho (equivalentes a José y Mateo Marino de la novela El tungsteno) aparecen como dueños de una tienducha de comercio en Taque, aldea de los Andes peruanos. Pero su negocio prospera cuando se relacionan con la alta sociedad y cuando una trasnacional norteamericana empieza a explotar unas minas cercanas a Taque.  Allí, los hermanos abren un gran bazar y adquieren la exclusividad comercial con la minera; se dedican además a la contrata de peones para la mina, y arrebatan las tierras a los indios soras, entre otros abusos. Se convierten en patrones pero no contentos con ello, aspiran a altos cargos políticos, para lo cual se esfuerzan en adquirir las maneras y gestos de los ciudadanos cultos, pese a la inocultable procacidad e ignorancia de ambos. No obstante, su trayectoria política se dispara, apoyados por el dinero de la trasnacional; llegan a la capital, hacen campaña política, y por medio de una asonada revolucionaria, Cordel Colacho termina por convertirse en Presidente de la República. Consciente de ser hechura del imperialismo yanqui, se inclina servilmente a los intereses de los Estados Unidos, pero eso no le salva de ser destituido por el golpe de Estado del general Colongo, quien ordena su fusilamiento. Empieza enseguida una etapa de anarquía, cuando Colongo se disputa el poder, a punta de revólver, con su secretario, el coronel Selar.

## Crítica
Es una obra nacida y esbozada bajo la óptica marxista del autor, que toma como asunto la farsa de la democracia en el Perú y el servilismo de sus representantes ante los poderes de las transnacionales tanto en la economía como en la política nacional.
En su última y más lograda versión, el autor acierta con esta obra, porque, «aunque exagerados tanto personajes como situaciones, la ficción se mueve dentro del juego de lo farsesco y de la realidad existente en que se alcanza lo que se llama la verdad dramática» (Ricardo Silva-Santisteban).
Si bien en todas las obras teatrales de Vallejo existe el intento de hacer críticas sociales, sólo en "Colacho hermanos", aunque sea de una manera burlesca, se alcanza ese objetivo, que no lograron en el plano serio sus otras obras dramáticas: Lock-out y Entre las dos orillas corre el río.